# Diego de Aedo y Gallart
Diego de Aedo y Gallart  fue un consejero del rey de España y escritor de España del siglo XVII.

## Biografía
Diego fue consejero y secretario de Felipe IV de España, de la Cámara de Su Alteza y recibidor o receptor general de Brabante por Su Majestad en el partido de Amberes.
Diego, como escritor, dejó la obra El memorable y glorioso viaje del infante cardenal D. Fernando de Austria, Madrid, 1635, del viaje  de Fernando de Austria (cardenal-infante), hermano de Felipe IV, dirigida la obra al conde duque de San Lucar de Alpichin, Comendador Mayor de Alcántara, de la Cámara de Su Majestad y su caballerizo mayor, de sus Consejos de Estado y guerra y gran canciller de las Indias (la edición de 1637 dirigida a  Don Pedro Mesía de Tobar, caballero de la Orden de Alcántara, conde de Molina de Herrera, vizconde de Tobar, y asistente de Sevilla). 
El historiador, doctor en derecho por la universidad de Dôle, canónigo de la catedral de Besançon, nombrado por Felipe IV canciller del toisón de oro, Jules Chifflet (1610-1676), tradujo al francés la obra de Diego con el siguiente título: Voyage de don Ferdinand, cardinal infant, depuis Madrid à Bruxelles, traduit en français, de l'espagnol de don Diego Haedo y Gallart, Amberes, 1635, in-4º. (otras obras de Chifflet, las siguientes: Histoire du bon chevalier Jacques de Lalain, Bruxelles, 1634; Crux Andreana Victrix,..., Amberes, 1642; Traite de la maison de Rye, 1644; Aula sacra principum Belgii, Amberes, 1650; Breviarum ordinis Velleris aurei, Amberes, 1652).

## Obras
- El memorable y glorioso viaje del infante cardenal D. Fernando de Austria, Madrid, 1635, (otra edición 2010, Kessinger Publis.)
- Viaje, sucesos y guerras del infante cardenal don Fernando de Austria, Madrid, imprenta del Reyno, 1637, (otra edición en 1935, editorial Arcadia)